# Zamora variedad2
Zamora variedad2 es el nombre de una variedad cultivar de manzano (Malus domestica) Esta manzana está cultivada en la colección de germoplasma de manzanas del CSIC, también está cultivada en la colección de germoplasma de peral y manzano en la «Finca de Gimenells de la Estación Experimental de Lérida - IRTA». Esta manzana es originaria del Castilla y León, procedente de un ejemplar localizado en el año 1987 en el municipio de Cañizal en la comarca de La Guareña, en el límite de la provincia de Zamora con la vecina provincia de Salamanca.

## Sinónimos
- "Zamora-2 M008,[3]
- "Manzana Zamora variedad2".[7]

## Historia
'Zamora variedad2' es una variedad de manzana de la comunidad autónoma de Castilla y León, está catalogada con el número de accesión M008 en el Banco de germoplasma de peral y manzano de la Universidad de Lérida, que se encuentra integrado en la Red de Colecciones del Programa de Conservación y Utilización de los Recursos Fitogenéticos para la Alimentación y la Agricultura, del Plan Nacional de I+D+I.
'Zamora variedad2' está considerada con otras muchas de las entradas que se han incorporado al Banco de germoplasma en la «Finca de Gimenells de la Estación Experimental de Lérida - IRTA», provienen de ejemplares únicos, en algunos casos, actualmente desaparecidos, lo que ha permitido paliar la erosión genética que se está dando en estas especies frutales.
'Zamora variedad2' es una variedad que se cultiva para su conservación genética, para posibles usos y mejoras en cruces con otras variedades, para incrementar cualidades o intercambiarlas.

## Características
El manzano de la variedad 'Zamora variedad2' tiene un vigor medio de tipo ramificado, con porte horizontal; ramos con pubescencia fuerte, de un grosor delgado, con longitud de entrenudos medios, número de lenticelas pequeño, relación longitud/grosor de los entrenudos grande, tipo de ramos fructíferos «sin predominio»; época de inicio de floración temprana, yema fructífera de forma ovoide-cónica de una longitud corta, flor no abierta presenta color del botón floral rosa oscuro, flor de tamaño medio, pétalos con posición relativa de los bordes tangentes, inflorescencia con número medio de flores pocas, de forma plana o ligeramente cupuliforme, sépalos de color predominante verde, sépalos de longitud media, con los pétalos de longitud media y anchura media, siendo la relación longitud/anchura de los pétalos más largos que anchos, estilos con longitud en relación con los estambres más largos, estilos con punto de soldadura lejos de la base.
Las hojas tienen un porte erguido en relación con el ramo, limbo de longitud medio y de anchura medio, con una relación longitud/anchura pequeña, forma del borde ondulada, peciolo con longitud medio, forma del limbo elíptico-ensanchada, aspecto de la superficie del haz brillante, pubescencia del envés media, plegamiento de la superficie ondulada, tamaño de la punta media, forma de la base redondeada, estípulas con una forma muy foliáceas, y ángulo del peciolo respecto al ramo mediano.
La variedad de manzana 'Zamora variedad2' tiene un fruto de tamaño y peso medio; forma globosa aplanada, relación longitud/anchura pequeña, lados (ausencia o presencia de lados marcados) fuerte, posición de la anchura máxima en el medio; piel con estado ceroso fuerte, pruina de la epidermis ausente o muy débil; con color de fondo verde blanquecino, importancia del sobre color fuerte, sobre color de superficie rojo, siendo su intensidad oscuro, reparto del color en la superficie placas continuas con estrías, acusando unas lenticelas pequeñas, y una sensibilidad al «russeting» (pardeamiento áspero superficial que presentan algunas variedades) en las caras laterales ausente o muy débil; pedúnculo con una longitud medio, y un grosor grueso, anchura de la cavidad peduncular grande, profundidad de la cavidad pedúncular media, y con importancia del "russeting" en cavidad peduncular débil; coronamiento por encima del cáliz ausente o muy débil, anchura de la cav. calicina ancha, profundidad de la cav. calicina media, y con importancia del «russeting» en cavidad calicina ausente o muy débil; longitud del sépalo media; ojo con un tamaño medio, cerrado; sépalo de longitud media.
Carne de color blanca, con oscurecimiento de la carne al corte medio; textura fina, dureza de la carne muy dura, con jugosidad medio; sabor algo aromático, bueno; corazón con distinción de la línea medio; eje abierto; porte del sépalo parcialmente extendido; lóculos carpelares parcialmente abiertos; semilla de longitud muy grande, de anchura muy ancha, y de color marrón oscuro.
La manzana 'Zamora variedad2' tiene una época de maduración y recolección de fruto muy tardía, finales de otoño. Época de caída de hoja muy tardía. Se usa como manzana de mesa fresca y para sidra.

## Calidad de fruto y prueba de cata
- Peso del fruto: Medio
- Calibre del fruto: Medio
- Longitud del fruto: Pequeña
- Índice de almidón: Medio
- Dureza medida de la carne: Alta
- Índice refractométrico (IR): Medio
- Acidez titulable: Baja
- Jugosidad de la carne: Medio
- Textura de la carne: Media
- Dureza sensorial de la carne: Dura
- Dulzor: Medio
- Acidez: Fuerte
- Intensidad del sabor de la carne: Fuerte
- Sabor: Bueno
- Valoración global del fruto: Bueno.[3]

## Características Agronómicas
- Afinidad del injerto (compatibilidad): Buena
- Facilidad de formación y poda: Alta
- Tipo de fructificación: Tipo III
- Precocidad varietal: Poco precoz
- Vecería: Baja
- Productividad: Alta
- Necesidad de aclareo: Alta
- Escalonamiento de la maduración del fruto: Largo
- Sensibilidad a la caída en maduración: sin datos
- Aptitud para la conservación del fruto en árbol: sin datos
- Aptitud para la conservación del fruto en almacén o cámara: sin datos
- Sensibilidad al moteado: sin datos
- Sensibilidad al oídio: Alta
- Sensibilidad a pulgón lanígero: Alta.[3]